# 한가람고등학교
한가람고등학교(한가람高等學校)는 대한민국 서울특별시 양천구 목동에 있는 사립 고등학교이다.

## 학교 연혁
- 1952년 3월 1일 : 성광공민학교 설립, 초대 교장 이봉덕 선생 취임
- 1959년 1월 17일 : 학교법인 봉덕학원 설립
- 1996년 12월 10일 : 한가람고등학교 설립인가(양천구 신정동 984)
- 1997년 3월 3일 : 한가람고등학교 개교, 초대 이옥식 교장 취임
- 1997년 3월 3일 : 제1회 입학식(신입생 312명)
- 2000년 2월 10일 : 제1회 졸업식(졸업생 309명)
- 2000년 8월 17일 : 양천구 목동 신축교사로 이전
- 2009년 7월 17일 : 자율형사립고등학교 지정
- 2011년 9월 1일 : 이옥식 선생 이사장 취임
- 2014년 8월 22일 : 자율형사립고등학교 재지정
- 2019년 9월 1일 : 제3대 이준희 교장 취임
- 2021년 9월 2일 : 자율형사립고등학교 지정 취소(2022학년도 신입생부터 적용)
- 2022년 2월 4일 : 제23회 졸업식(졸업생 242명, 누계 6,705명)
- 2022년 3월 2일 : 제26회 입학식(입학생 169명)

## 참고 자료
- 한가람고등학교 - 한국교육학술정보원 학교알리미